# Čagataj
Čagataj, mongolsky Цагадай – Cagadaj (22. prosince 1183 – 1242), byl mongolský chán a druhý syn dobyvatele Čingischána. Po smrti svého otce získal území ve Střední Asii a vytvořil po něm pojmenovanou Čagatajskou říši. Jeho jméno se dnes dále používá k pojmenování čagatajštiny a Čagatajských Turků.